# Michał Kondrat
Michał Kondrat (ur. 13 września 1978 w Warszawie) – polski reżyser, scenarzysta i producent filmowy.

## Życiorys
Absolwent Szkoły Głównej Handlowej w Warszawie na kierunku Zarządzania i Marketingu, z wykształcenia ekonomista. Pracował m.in. jako zastępca Dyrektora Biura Zarządu w Polskim Radiu. W latach 2010–2014 z ramienia Prawa i Sprawiedliwości był radnym dzielnicy Żoliborz, a w 2014–2018 – radnym m.st. Warszawy. Od 2013 r. prowadzi własną firmę Kondrat-Media, zajmującą się produkcją i dystrybucją filmów o tematyce chrześcijańskiej.
Pierwszy film dokumentalny, którego był reżyserem – Jak pokonać szatana – zdobył w maju 2014 r. Grand Prix XXIX Międzynarodowego Festiwalu Filmów w Niepokalanowie. W 2015 r. był konsultantem przy filmie Pilecki. W 2018 r. otrzymał Nagrodę im. Włodzimierza Pietrzaka za "Krzewienie wartości ewangelicznych w różnych aspektach życia publicznego". Również w 2018 r. film Dwie korony otrzymał Grand Prix XXXIII Międzynarodowego Festiwalu Filmów w Niepokalanowie.
Film Dwie korony obejrzało w kinach ok. 250 tys. widzów, co sytuuje go na III miejscu w historii polskiej kinematografii (pod względem frekwencji w kategorii filmów dokumentalnych).

## Filmografia
- 2013: Jak pokonać szatana (reżyser)
- 2014: Matteo (reżyser)
- 2017: Dwie korony (reżyser)
- 2019: Miłość i miłosierdzie (reżyser, scenarzysta, producent)
- 2020: Czyściec (reżyser, scenarzysta, producent)
- 2022: Prorok (reżyser)